# Raión de Sviatoshyn
Raión de Sviatoshyn (en ucraniano: Свято́шинський район, Sviatóshynsky raión) es un raión o distrito urbano de Ucrania, en la ciudad de Kiev. 
Comprende una superficie de 110 km².

## Demografía
Según estimación 2010 contaba con una población total de 318400 habitantes.